# Menzel Horr
Menzel Horr (arabe : منزل حر) est une ville du nord-est de la Tunisie située au sud-est de la péninsule du cap Bon. 
La municipalité est créée par un décret du 23 avril 1985 et son périmètre municipal s'étend sur 550 hectares pour une population de 5 243 habitants en 2014. La ville fait partie de la délégation de Menzel Temime qui est rattachée au gouvernorat de Nabeul.
Menzel Horr se caractérise par son patrimoine naturel et artisanal : l'architecture est de style vernaculaire capbonais et ses principales caractéristiques se manifestent sous forme de murs épais et massifs et de toitures en forme de voûtes croisées.

## Économie
Ses principales activités économiques sont l'agriculture, l'industrie textile et l'artisanat de la vannerie, à base de folioles tressées du palmier nain, qui est une autre richesse de cette localité : on y fabrique des couffins aux formes variées et aux couleurs vives mais aussi des chapeaux de paille et des tapis de prière (sejjada) auxquels on préfère désormais les tapis en fibres synthétiques. Par ailleurs, la ville, qui est l'un des plus importants producteurs de piments rouges de la région, organise au mois de juillet le Festival du piment rouge.